# Європейська федерація журналістів
Європе́йська федера́ція журналі́стів (ЄФЖ) (англ. European Federation of Journalists, EFJ) — європейська регіональна організація Міжнародної федерації журналістів (англ. IFJ). Штаб-квартира ЄФЖ — у Брюсселі (Бельгія).

## Історія
Європейську федерацію журналістів як представника інтересів профспілок і асоціацій журналістів та їхніх членів створено 1994 року. З лютого 2013 року, відповідно до бельгійського законодавства, їй надано незалежний правовий статус як міжнародної некомерційної асоціації (англ. AISBL, association internationale sans but lucratif).
ЄФЖ є найбільшою організацією журналістів у Європі, що представляє близько 320 000 журналістів 72 журналістських організацій 45 країн. 

## Діяльність
Європейська федерація журналістів бореться за соціальні й професійні права журналістів, які працюють у всіх секторах ЗМІ по всій Європі. ЄФЖ просуває й захищає права на свободу вираження поглядів та інформації, гарантовані статтею 10 Європейської конвенції з прав людини, підтримує свої членські організації в розвиткові профспілок, залученні нових членів, а також у створенні умов, що забезпечують високий рівень і незалежність журналістів, плюралізм, дотримання суспільних цінностей, гарантії гідної праці в ЗМІ.
ЄФЖ визнана Європейським Союзом і Радою Європи, зареєстрована в Реєстрі прозорості ЄС і є членом Виконавчого комітету Європейської конфедерації профспілок (англ. ETUC).

## Україна і ЄФЖ
Україну в Європейській федерації журналістів представляють два повноправні члени (англ. Full Member):
- Національна спілка журналістів України (НСЖУ)
- Незалежна медіа-профспілка України (НМПУ)

У травні 2019 року членом виконкому Європейської федерації журналістів обраний голова НСЖУ Сергій Томіленко.